# Temps Mühle

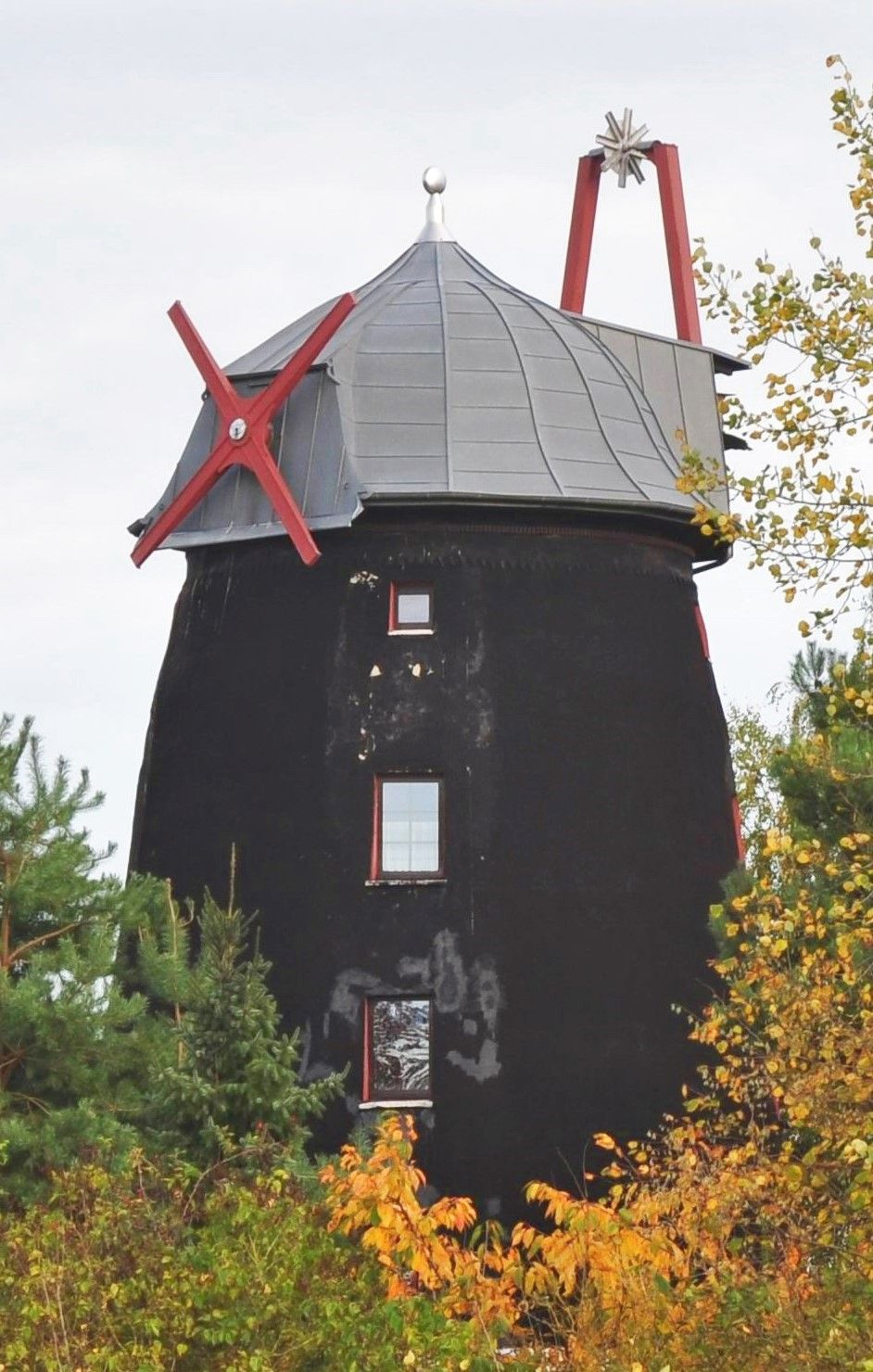
Temps Mühle

Die denkmalgeschützte Temps Mühle befindet sich in Calvörde an der nach ihr benannten Straße, Temps Mühle 2.

## Architektur und Geschichte
Das Bauwerk entstand im Jahr 1857 durch die in Calvörde ansässige Familie Temps. Sie war bis ins Jahr 1955 hinein in Betrieb. Danach wurde sie umgebaut und fungiert heute als Wohnhaus. Ihrer Bauart nach ist sie eine Turmholländer-Windmühle (konisch). Sie ist heute eine der wenigen erhaltenen Turmwindmühlen im Land Sachsen-Anhalt. Die Temps Mühle ist heute zugleich ein Denkmal der Wirtschafts- und Technikgeschichte.